# Макаревич, Вадим Григорьевич
Вади́м Григо́рьевич Макаре́вич (26 марта 1924, Москва, СССР — 7 мая 1996, Москва, Россия) — архитектор и преподаватель МАРХИ, художник-график. Участник Великой Отечественной войны.
Отец музыканта, певца, телеведущего, народного артиста Российской Федерации Андрея Макаревича; дед музыканта и актёра Ивана Макаревича.

## Биография
Родился 26 марта 1924 года в Москве.
Был участником Великой Отечественной войны, в декабре 1943 года на Карельском фронте потерял ногу и после излечения в сентябре 1945 года был демобилизован из рядов РККА, гвардии лейтенант Макаревич был награждён орденом Отечественной войны II степени, медалями «За оборону Москвы», «За победу над Германией» и другими.
В 1951 году окончил Московский архитектурный институт.
Работал старшим архитектором мастерской Горстройпроекта; с 1956 по 1984 год — преподаватель Московского архитектурного института на кафедре строительной физики (с 1977 по 1988 год — на кафедре основ архитектурного проектирования): доцентом, а далее до оставления преподавания по болезни в 1993 году — профессором.
Соавтор монографии «Световая архитектура» (с Н. М. Гусевым, 1973) и некоторых других печатных трудов.
Был соавтором «Монумента Победы в Таллине» (1952), создателем «Пантеона Вечной Славы» (1953), монумента В. И. Ленина (1955, автор, скульптур Кибальников), памятника Карлу Марксу в Москве (1961, скульптор Кербель), павильона юннатов на ВДНХ, соавтором (совместно с М. Посохиным, А. Мндоянцем, Б. Тхором, Ш. Айрапетовым, И. Покровским, Ю. Поповой, А. Зайцевой) четырёх 26-этажных административных зданий на улице Новый Арбат, № 11, 15, 19, 21 («дома-книжки») в Москве.
Одновременно занимался в аспирантуре МАРХИ темой «Вопросы архитектурной пластики в связи с условиями естественного освещения», провёл работу по улучшению освещённости на Втором московском часовом заводе.
Был автором оформления советских павильонов на всемирных выставках в Брюсселе, Монреале, национальных выставок в Париже, Генуе, Лос-Анджелесе.
Умер в 1996 году. Прах захоронен на Донском кладбище (участок 3).

## Семья
- Дед — Андрей Иванович Макаревич (28.11.1848 — ?) — крестьянин.
- Отец — Григорий Андреевич Макаревич (1886—1947), родом из д. Павловичи Гродненской губернии — сельский учитель;
- Мать — Лидия Антоновна Макаревич (д. Уссаковская) (1891—1973), родом из села Блудень Гродненской губернии — заслуженный учитель РСФСР, биолог, в 1948—1956 годах руководила станцией юных натуралистов на ул. Юннатов в Москве, была награждена орденом Ленина.
- Жена — Нина Марковна Макаревич (Нинель Мордуховна Шмуйлович[7], 1926—1989) — врач-фтизиатр, работала научным сотрудником Центрального научно-исследовательского института туберкулёза, доктор медицинских наук, профессор-микробиолог.
  - Сын — Андрей (род. 11 декабря 1953) — певец, музыкант
    - Внуки — Дана (1975) — вице-президент фармацевтической компании в США, Иван (1987) — актёр, Анна (2000), Эйтан (2022).

  - Дочь — Наталья Вадимовна Макаревич (род. 29 июня 1962) — архитектор
    - Внук — Андрей Валерьевич Воронин (род. 19 марта 1986)
- Сестра — Вера Григорьевна Макаревич (1 февраля 1922—2001)[8]
  - Племянники Алексей Макаревич и Елена Дымарская, жена Виталия Дымарского.